# オニギシ
- 関ジャニ∞ > KJ1 F・T・O
  - 三兄弟 > 横山裕 > オニギシ
  - 三兄弟 > 渋谷すばる > オニギシ
  - 三兄弟 > 安田章大 > オニギシ
- 横山裕 > ROCK TO YOU (アルバム) > オニギシ

『オニギシ』は、三兄弟（横山裕・渋谷すばる・安田章大）の楽曲。2006年3月15日に関ジャニ∞の1枚目のフル・アルバム『KJ1 F・T・O』の収録曲としてテイチクレコードから発売された。作詞は横山が「ユウ」名義で、作曲は安田が「チパ」名義で担当している。2025年6月9日には、横山の1枚目のフル・アルバム『ROCK TO YOU』にセルフカバーが収録された。

## 概要
- 本曲は、関ジャニ∞（当時）の横山裕・渋谷すばる・安田章大によるユニット・三兄弟の楽曲である[1][2][3]。
- 作詞は横山が「ユウ」名義で、作曲は安田が「チパ」名義で担当している[注 1][2][8][3]。
- 本曲は、作詞を担当した横山が、女手ひとつで苦労して育ててくれた母親との幼少期の思い出を、ユーモアを交えて描いた楽曲となっている[9][10][11][12][13][14][15][3]。
- 2006年3月15日に発売された関ジャニ∞の1stアルバム『KJ1 F・T・O』の通常盤の初回プレス分の特典CDに収録された[1][2][3]。
- 同年に開催された関ジャニ∞のライブツアー『関ジャニ∞ CONCERT TOUR 2006 Funky Tokyo Osaka Nagoya』[16][17][18]や『関ジャニ∞ 全国1-st tour 2∞6』にて、関ジャニ∞のメンバー全員による演奏でのアコースティックバージョンが披露された[19][20]。
- 2010年に開催された横山のソロライブツアー『横山YOUがヤっちゃいます〜3 2010春』にて、横山のソロバージョンが披露された[2][9][10][21]。
- 2025年6月9日には、横山のソロ1stアルバム『ROCK TO YOU』にて、横山によるセルフカバーが収録された[4][5][6][7]。

## 制作

### 楽曲
本曲は、関ジャニ∞（当時）の横山裕・渋谷すばる・安田章大によるユニット・三兄弟の4曲目の楽曲として、2005年の冬頃に制作された。
本曲は、同じく三兄弟の楽曲「プリン」と共に2006年に発売された関ジャニ∞の1stアルバム『KJ1 F・T・O』の通常盤の初回プレス分の特典CDに収録されているが、この2曲の収録は、横山らが当時所属レコード会社だったテイチクエンタテインメント側に「ファンの方の評判も良いですよ？」「特典で良いから一回入れてみませんか？」と直談判したことがきっかけで収録が決まった。
2006年に開催された関ジャニ∞のライブツアー『関ジャニ∞ CONCERT TOUR 2006 Funky Tokyo Osaka Nagoya』や『関ジャニ∞ 全国1-st tour 2∞6』では、関ジャニ∞のメンバー全員の演奏によるアコースティックバージョンで披露された。

### 作詞
これまでの三兄弟の楽曲と同様に、「ユウ」名義で横山が作詞を担当している。
本曲は、横山が女手ひとつで苦労して育ててくれた母親との幼少期の思い出を、ユーモアを交えて描いた楽曲となっている。なお、「ちょっとしょっぱいオニギシ」という歌詞などは実話であり、「でもそれが僕にとっての母親の味」だという。
本曲では、楽曲を通して母親に「ありがとう」と伝えたかったという。

### レコーディング
本曲の三兄弟でのレコーディングは、安田の演奏によるアコースティック・ギターとブルースハープのみとなっている。
アルバム『KJ1 F・T・O』に収録する前にライブで披露していた時には横山が口笛を吹いていたが、横山いわく「せっかくCDにするんだったらもっと雰囲気を出そう」という理由から、安田がレコーディング前に楽器屋でブルースハープを購入し、ブルースハープのレコーディングを行ったという。

### セルフカバー

#### 2010年の横山のソロライブツアー
2010年に開催された横山のソロライブツアー『横山YOUがヤっちゃいます〜3 2010春』では、横山によるソロバージョンで披露された。
同ツアーの会場ビジョンには、幼少時代の横山の写真などが写し出される演出が施された。
同ツアーの大阪・大阪城ホール公演（2010年4月2日 - 4日開催）には横山の母親が来場し、母親から「アンタ、凄いな」と言われたという。横山は「一人で大阪城ホールに立ったところを見てもらえたのは最高の親孝行ができた」と語っている。

#### 青森公演当日の母親の急逝
2010年5月16日、同ツアーの青森・青森市文化会館公演の当日に、横山の母親が虚血性心疾患により、50歳で急逝した。
横山には開演4時間前に訃報が伝えられ、大きなショックを受けたものの、ライブは予定通り開催した。
同公演で本曲を歌う前に、「僕は家族が大好きです。親に感謝は忘れないでください。親がいることは当たり前ではないですから」とファンに向けて語ったという。これは自身が母親に「ありがとう」という想いを伝えられないまま死別したため、そのことをとても悔やんでおり、「ファンの人には、そんな思いさせたくない」と考えたからである。しかし、本曲の歌唱中に涙が止まらなくなり、客席に背中を向けて歌えなくなってしまったという。
その後、2021年頃までは心の整理がつかず、当時は本曲を歌うことも、母親のことを話すこともできなかったという。しかし、時間の経過とともに少しずつ心の整理がついていき、弟たちと母親との思い出を語り合うことも増えていったことで、「母親のことを思い出すことも良いことなんだろうな」と思えるようになっていったという。

#### 横山のソロアルバムへの収録
2025年に発売された横山のソロアルバム『ROCK TO YOU』にて、横山のソロバージョンが収録されている。
元々は、2021年に発売された関ジャニ∞の10thアルバム『8BEAT』の完全生産限定盤の特典CDに収録される各メンバーのソロ曲として、本曲のソロバージョンが当初予定されていたが、同作収録のTOKIOの城島茂から楽曲提供を受けた「ココロに花」が同じく「母親」をテーマにしていたため、横山が「同じテーマの曲がアルバムに2曲入っているのは良くない」と考え、同作への収録は見送りになっていた。この時期に母親の死に対する整理がついたといい、「次のチャンスがあれば絶対に形にしたい」と考えていたという。
そうした心境の変化があったタイミングでソロアルバム『ROCK TO YOU』の制作が始まり、「絶対にこの曲は収録したい」という強い想いから同作への収録が決まった。なお、横山は「多分5年前だったらできなかったと思う」と語っており、自分の気持ちの整理がついたこのタイミングだからこそ、ソロバージョンの収録が実現したという。
横山は、同作でのレコーディング中は母親に想いを馳せてしまったといい、「亡くなった人を思い出すことがいちばんの供養になる」という話を知っていたため、今回のソロバージョンの収録によって「きっとオカンも喜んでくれてるのではないか」と語っている。
前述の通り、母親の訃報を受けた青森公演では涙が止まらなくなり、歌えなくなってしまった経験があったため、今回のソロツアー『ROCK TO YOU LIVE TOUR』では、当時歌えなかった「リベンジ」として「今もう一度、純粋な気持ちで歌いたい」との想いから、今回のツアーでは「青森だけは絶対にやらせてほしい」「同じ会場でやりたい」と希望し、同じリンクステーションホール青森（当時：青森市文化会館）でのソロライブが実現したという。
横山は今回のソロアルバムへの収録に対し、「母親がいることが当たり前ではない」ということを伝えたかったといい、横山自身が年を重ねて本曲を歌うことで、より説得力が増していると考えている。
三兄弟の原曲ではアコースティック・ギターとブルースハープのみだったが、ソロバージョンでは横山と親交の深い村上サトシによるピアノアレンジが施されている。

## プロモーション

### 2006年
- 3月15日、関ジャニ∞の1stアルバム『KJ1 F・T・O』の通常盤の初回プレス分の特典CDにて、本曲が「三兄弟」名義で収録された[1][2][3]。
- 5月3日 - 6月4日、関ジャニ∞のライブツアー『関ジャニ∞ CONCERT TOUR 2006 Funky Tokyo Osaka Nagoya』にて、関ジャニ∞のメンバー全員による演奏でのアコースティックバージョンが披露された[16][17][18]。
- 9月9日 - 10月28日、関ジャニ∞のライブツアー『関ジャニ∞ 全国1-st tour 2∞6』にて、前ツアーと同様に関ジャニ∞のメンバー全員による演奏でのアコースティックバージョンが披露された[19][20]。
- 9月17日、NHK
BS2『ザ少年倶楽部プレミアム』にて、本曲がテレビ初披露された[27]。

### 2010年
- 4月2日 - 5月30日、横山のソロライブツアー『横山YOUがヤっちゃいます〜3 2010春』にて、横山のソロバージョンが披露された[2][9][10][21]。

### 2025年
- 5月18日、横山のソロファンクラブ『ROCK TO YOU』の発足を記念して行われた無料生配信（FAMILY CLUB online）にて、後述のソロアルバム『ROCK TO YOU』の「超先行"全曲"試聴会」が実施され、本曲の収録などが発表された[28][4][5][6][7]。
- 5月31日、ROCK TO YOUのInstagramにて、本曲のレコーディング映像の一部が公開された[29]。
- 6月9日、本曲が横山のソロアルバム『ROCK TO YOU』の収録曲として発売された[4][5][6][7]。
- 6月10日、各配信サイトにて本曲のデジタル配信が開始された[30]。

## クレジット

### 作詞・作曲・編曲
三兄弟
- 作詞：ユウ
- 作曲：チパ

横山裕
- 作詞：横山裕
- 作曲：安田章大
- 編曲：Peach

### 参加ミュージシャン
※特記のない限りはアルバムクレジットより。
三兄弟
- A.Guitar & B.Harp：安田章大（関ジャニ∞）

横山裕
- Drums：坂本暁良
- E.Bass：種子田健
- A.Piano：こさかりょうこ
- A.Guitar & All Other Instruments：Peach

## 収録作品

### アルバム
三兄弟（関ジャニ∞）
- 1stアルバム『KJ1 F・T・O』（通常盤〈初回プレス〉 特典CD）

横山裕
- 1stアルバム『ROCK TO YOU』

### 映像作品

#### ライブ映像
三兄弟（関ジャニ∞）
- 3rdライブDVD『Heat up!』

## テレビ歌唱
- ザ少年倶楽部プレミアム（2006年9月17日、NHK
BS2）[27]